# Americas Rugby Championship 2010
Americas Rugby Championship 2010 – druga edycja Americas Rugby Championship, stworzonego przez IRB turnieju mającego za zadanie podniesienie jakości rugby w Ameryce. Odbył się w dniach 5–15 października 2010 roku na Estadio Olímpico Chateau Carreras w argentyńskiej Córdobie.

## Informacje ogólne
Docelowo turniej ten miał być środkiem do rozwoju reprezentacji członków NACRA i CONSUR, jednak ze względu na fakt, iż Urugwajczycy przygotowywali się do meczów barażowych o udział w Pucharze Świata, do udziału w tej edycji została zaproszona druga reprezentacja Tonga.
Pierwotnie system rozgrywek miał pozostać taki sam jak w inauguracyjnej edycji, nastąpiła jednak zmiana formuły – w rozgrywkach pozostały zespoły z Argentyny i USA, do których dołączyły Tonga A i Kanada A wybrana spośród graczy występujących w Canadian Rugby Championship. Rywalizacja odbywała się systemem kołowym w trzech meczowych dniach pomiędzy 5 a 15 października 2010 roku na Estadio Olímpico Chateau Carreras.
W zawodach triumfowali zawodnicy z Argentyny pokonując wszystkich trzech rywali, tytuł zapewniwszy sobie już po dwóch spotkaniach.

## Zawody
| 5 października 201017:00 | USA Select | 20:15 | Tonga A | Estadio Olímpico Chateau Carreras, Córdoba |
| 5 października 201017:00 |            | 20:15 |         | Estadio Olímpico Chateau Carreras, Córdoba |

| 5 października 201019:00 | Argentina Jaguars | 49:14 | Kanada A | Estadio Olímpico Chateau Carreras, Córdoba |
| 5 października 201019:00 |                   | 49:14 |          | Estadio Olímpico Chateau Carreras, Córdoba |

| 10 października 201017:00 | Kanada A | 32:16 | Tonga A | Estadio Olímpico Chateau Carreras, Córdoba |
| 10 października 201017:00 |          | 32:16 |         | Estadio Olímpico Chateau Carreras, Córdoba |

| 10 października 201019:00 | Argentina Jaguars | 45:12 | USA Select | Estadio Olímpico Chateau Carreras, Córdoba |
| 10 października 201019:00 |                   | 45:12 |            | Estadio Olímpico Chateau Carreras, Córdoba |

| 15 października 201017:45 | Kanada A | 17:6 | USA Select | Estadio Olímpico Chateau Carreras, Córdoba |
| 15 października 201017:45 |          | 17:6 |            | Estadio Olímpico Chateau Carreras, Córdoba |

| 15 października 201019:45 | Argentina Jaguars | 28:20 | Tonga A | Estadio Olímpico Chateau Carreras, Córdoba |
| 15 października 201019:45 |                   | 28:20 |         | Estadio Olímpico Chateau Carreras, Córdoba |